# Die große Stille
 Die große Stille é um documentário de 2005 dirigido por Philip Gröning. Uma co-produção internacional entre França, Suíça e Alemanha, é um retrato íntimo da vida cotidiana dos monges cartuxos da Grande Chartreuse, um mosteiro no alto dos Alpes franceses (Montanhas Chartreuse).

## Produção
A ideia do filme foi proposta aos monges em 1984, mas os cartuxos disseram que queriam tempo para pensar nisso. Eles responderam a Gröning 16 anos depois para dizer que estavam dispostos a permitir que ele gravasse o filme se ele ainda estivesse interessado. Gröning então veio morar sozinho no mosteiro, onde normalmente não eram permitidos visitantes, por um total de seis meses em 2002 e 2003. Ele filmou e gravou por conta própria, sem usar luz artificial.
Gröning passou dois anos e meio editando o filme. O corte final não contém comentários falados nem efeitos sonoros adicionados. Consiste em imagens e sons que retratam o ritmo da vida monástica, com intertítulos ocasionais exibindo seleções da Sagrada Escritura.

## Recepção
O filme teve uma recepção geralmente laudatória, com 89% dos críticos no Rotten Tomatoes respondendo com críticas positivas na seção T-metric e uma classificação "certified fresh". O Escritório de Cinema e Radiodifusão da Conferência dos Bispos Católicos dos Estados Unidos listou Into Great Silence como um dos dez melhores filmes de 2007. Os próprios monges cartuxos adoraram o filme.

### Prêmios
- Prêmio Especial do Júri no Festival de Sundance 2006.
- European Film Awards 2006, Documentário - Prix Arte
- Prêmio Bavarian Film de melhor documentário nesta sexta-feira, 13 de Janeiro de 2006
- Prêmio de Cinema da Associação Alemã de Críticos de Cinema, melhor documentário de 2006
- Film Award German Camera, melhor câmera em um documentário de 2006
- Prêmio do Júri do Filme para o melhor documentário no concurso do festival internacional de São Paulo/Rio de Janeiro
- Prêmio Internacional Ennio Flaiano de Pescara na Itália para melhor câmera e melhor filme